# Кингстън ъпон Хъл
Вижте пояснителната страница за други значения на Кингстън.
Кѝнгстън ъпон Хъл (на английски: Kingston upon Hull, произношение – /ˌkɪŋstən əpɒn ˈhʌl/, местно произношение /ˌkɪŋkstən əpɒn ˈhʊl/), най-често използвана кратка форма само Хъл, е град и автономна област в церемониалното графство Източен Йоркшър, Англия.
Намира се на 40 км (25 мили) от Северно море по река Хъл, която се влива в естуара на Хъмбър. Градът има население от 258 700 (преброяване от 2008). Преименуван на Кингс таун ъпон Хъл (Кралски град на Хъл) от крал Едуард I през 1299 г., градът служи като пазарен център, военен порт, търговски център, риболовен и китоловен център и индустриална метрополия.
Хъл е ранен театър от Английските граждански войни в периода 1642 – 1651. Благодарение на своя член от парламента през XVIII век Уилям Уилбърфорс, градът се превръща и в мястото, където се разиграват събитията, водещи до премахването на робството в Британия.
Градът е уникален за Обединеното кралство, защото е единствената община, която притежава телефонна система от кремави, а не червени, телефонни кабинки. След понесените тежки поражения по време на Втората световна война Хъл преживява период от следвоенен индустриален спад, през който в града се установяват неблагоприятни резултати в областта на социалното благосъстояние, образованието и престъпността. Въпреки това Кингстън ъпон Хъл се включва в продължителна програма за икономическа регенерация и подновяване.

## Култура
От културна гледна точка Хъл дава основа на няколко известни поети, включително Филип Ларкин, много от чиито поеми се развиват в града. За масите са достъпни голяма палитра от едновременно класически и поп музикални представления, докато разнообразни музеи позволяват да се хвърли поглед назад в историческото развитие на града. Всичко това заедно с бурния нощен живот и популярни фестивали на изкуствата привлича множество посетители.

## Спорт
Относно спорта в града се развива професионален футбол и два ръгби клуба. Представителният футболен отбор на града се казва АФК Хъл Сити. Съществуват и множество възможности за аматьорския спорт в лицето на голям брой клубове, намиращи се в града.

## Побратимени градове
Между Кингстън ъпон Хъл и следните градове е сключен Договор за приятелство и сътрудничество:
| Държава     | Град     |
| ----------- | -------- |
| Сиера Леоне | Фрийтаун |
| Япония      | Ниигата  |
| САЩ         | Роли     |
| Исландия    | Рейкявик |
| Нидерландия | Ротердам |
| Полша       | Шчечин   |